# Chi Minh ty
Chi Minh ty hay còn gọi Chi Minh ti, trong tiếng Trung Quốc đại lục gọi là Quảng Đông vạn niên thanh, tại Đài Loan gọi là thô lặc thảo (danh pháp khoa học: Aglaonema) là một chi thực vật có hoa trong họ Ráy

## Loài
Chi này gồm các loài sau:
- Aglaonema brevispathum ((Engl.) Engl., 1915) - Vạn niên thanh mo ngắn, minh ty mo ngắn
- Aglaonema chermsiriwattanae (D.Sookchaloem, 1997)
- Aglaonema cochinchinense (Engl., 1915) - Vạn niên thanh nam bộ, minh ty nam bộ
- Aglaonema commutatum (Schott, 1856) - Minh ty trắng
- Aglaonema cordifolium (Engl., 1915) - Minh ty tim
- Aglaonema costatum (N.E.Br., 1892) - Vạn niên thanh lá sọc, vạn niên thanh sóng, minh ty sóng
- Aglaonema crispum ((Pitcher & Manda) Nicolson, 1968)
- Aglaonema densinervium (Engl., 1905)
- Aglaonema flemingianum (A.Hay, 1998)
- Aglaonema hookerianum (Schott, 1859)
- Aglaonema marantifolium (Blume, 1837) - Minh ty rằn, vạn niên thanh lá hoàng tinh
- Aglaonema modestum (Schott ex Engl., 1879) - Vạn niên thanh khiêm tốn, minh ty khiêm, vạn niên thanh lá to, co vo dinh, vạn niên thanh sáng, vạn niên thanh Quảng Đông
- Aglaonema nebulosum (N.E.Br., 1887)
- Aglaonema nitidum ((Jack) Kunth, 1841)
- Aglaonema ovatum (Engl., 1898) - Vạn niên thanh lá hình trứng, minh ty trứng
- Aglaonema philippinense (Engl., 1898)
- Aglaonema pictum ((Roxb.) Kunth, 1841)
- Aglaonema pumilum (Hook.f., 1893)
- Aglaonema rotundum (N.E.Br., 1893)
- Aglaonema simplex ((Blume) Blume, 1837) (đồng nghĩa: A. siamense, A. tenuipes) - Vạn niên thanh, thiên niên kiện, đông bất điêu thảo, cửu tiết liên, vạn niên thanh đơn, minh ty đơn, thuốc rắng, minh ty lưỡi liềm, vạn niên thanh chân mảnh, vạn niên thanh nam, minh ty chân mảnh.
- Aglaonema tricolor (Jervis, 1980)
- Aglaonema vittatum (Ridl. ex Engl., 1915)

## Hình ảnh

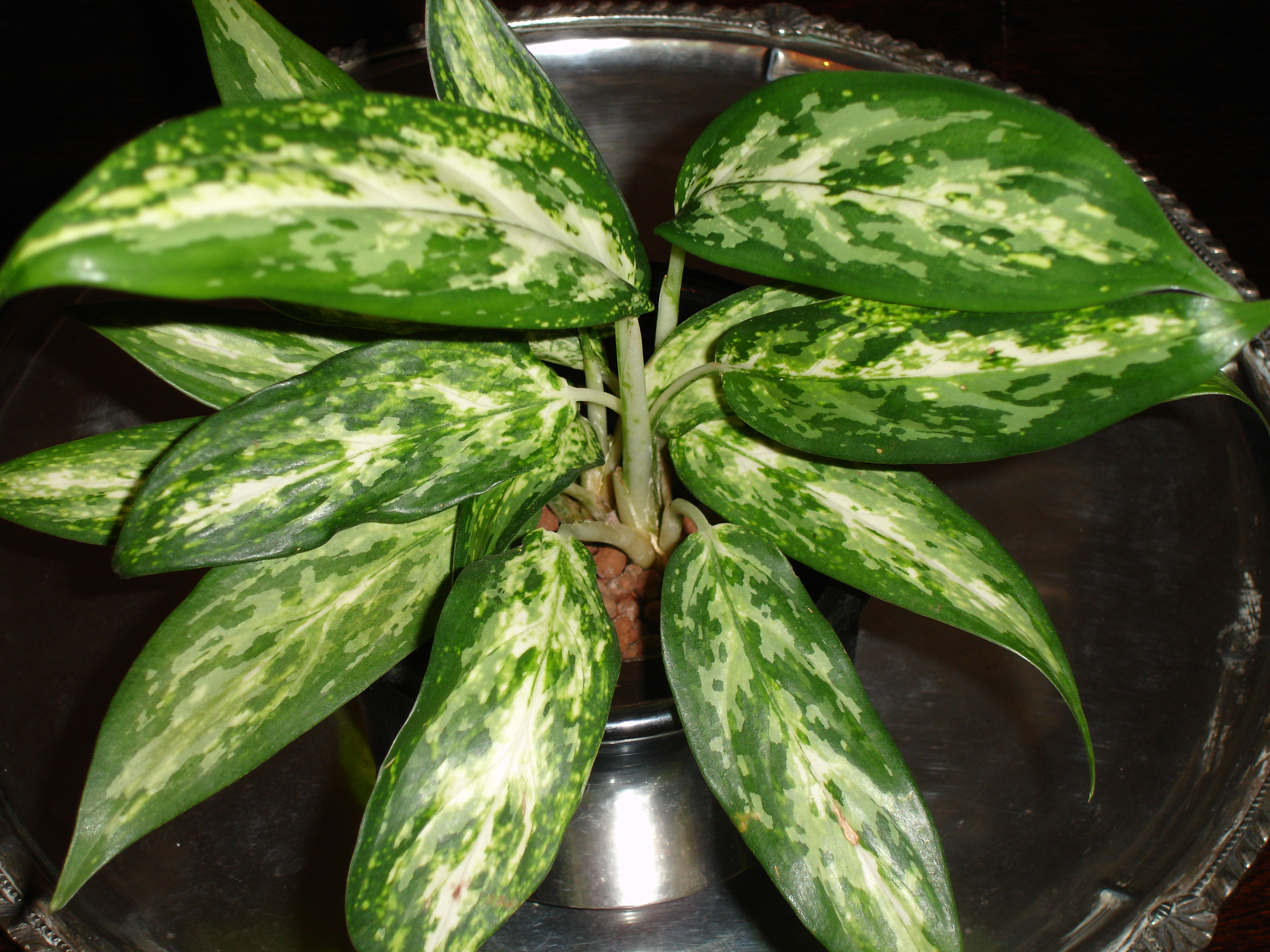
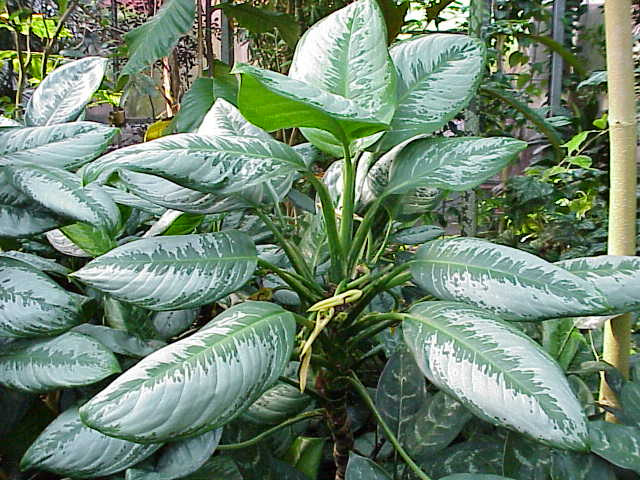
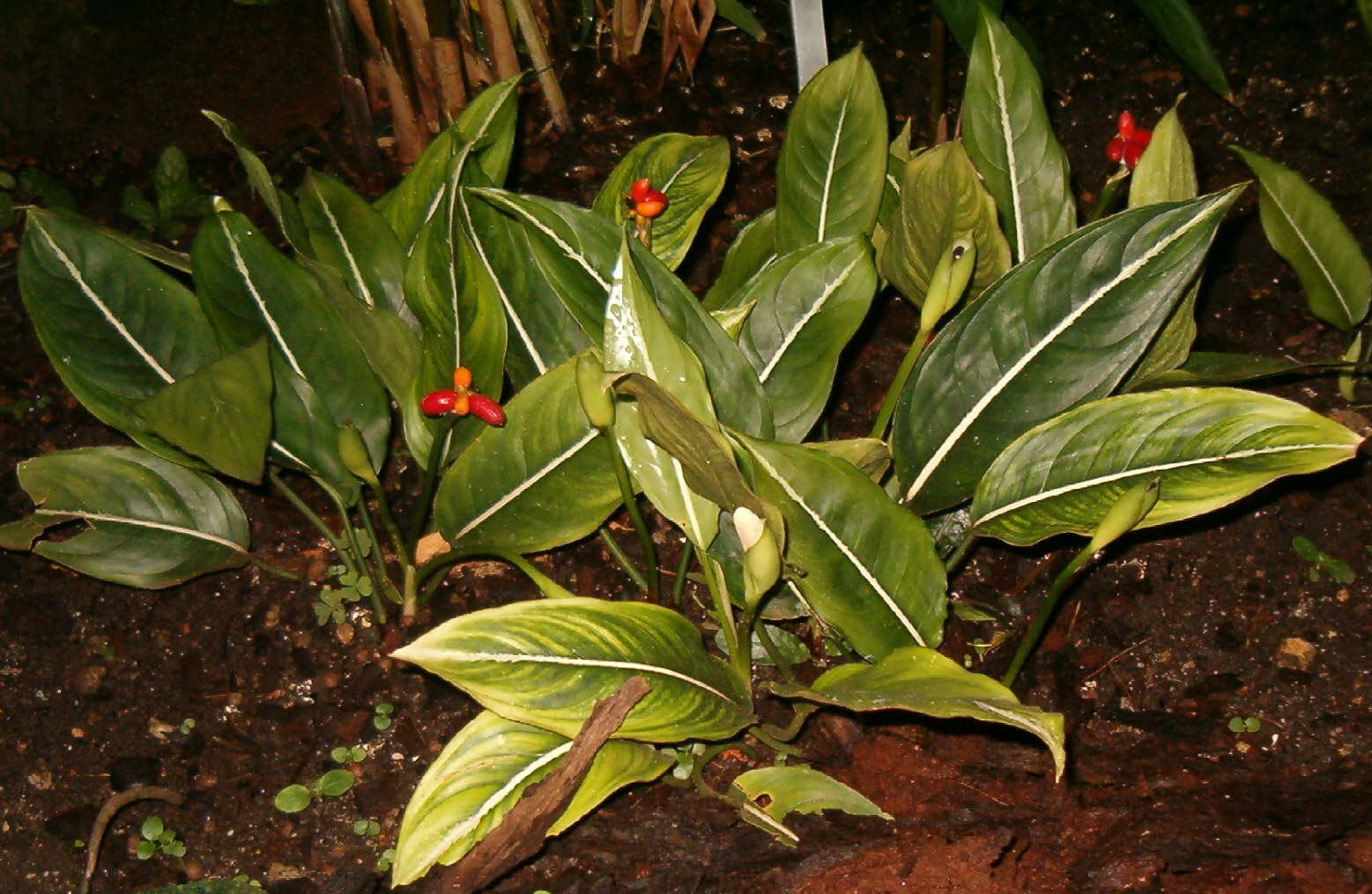
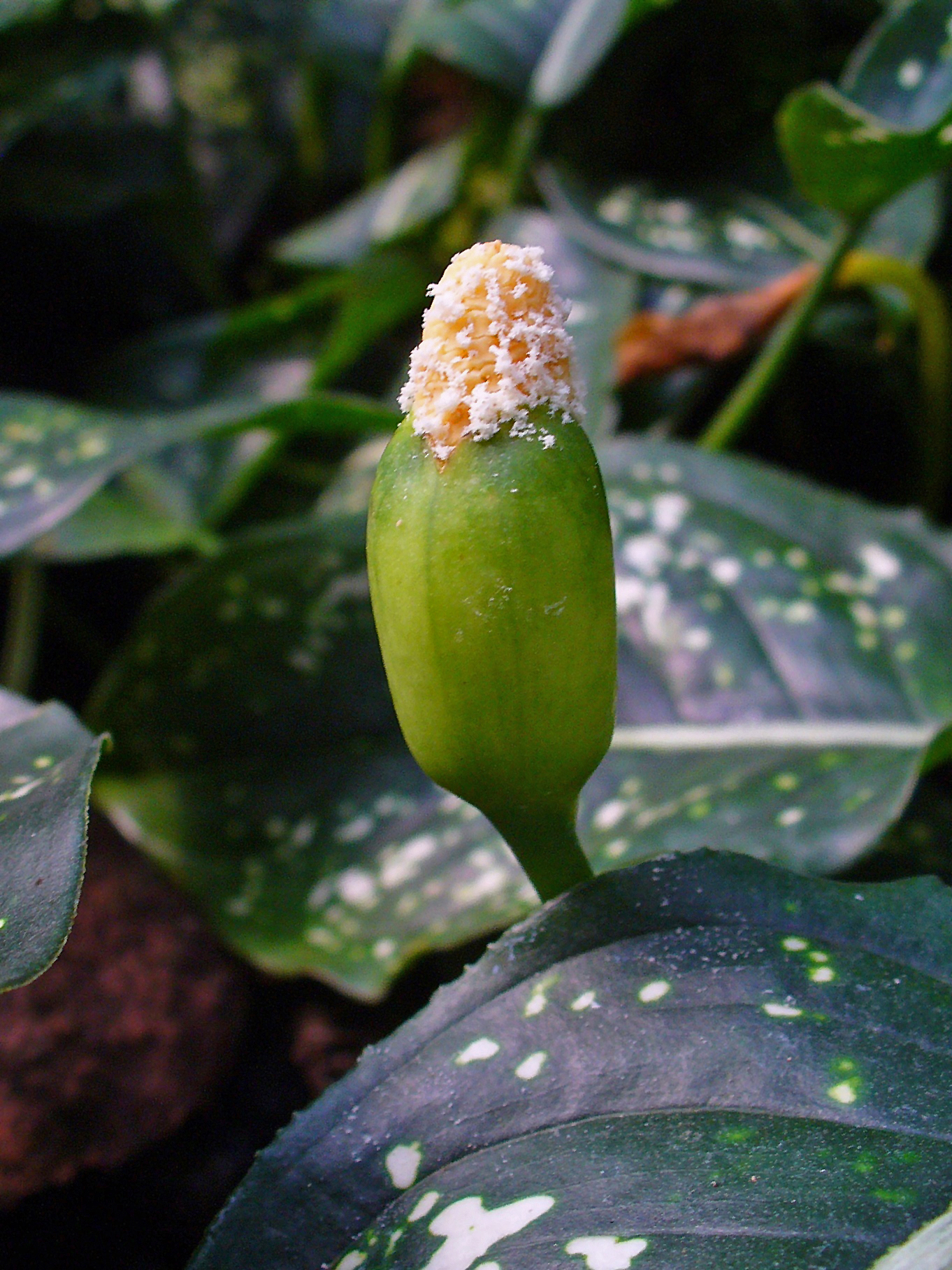

### Chưa dung giải
- Aglaonema cochinchense Engl.
- Aglaonema fumeum Serebryanyi
- Aglaonema immaculatum Engl.
- Aglaonema treubii Engl.